# Тетраборат марганца
Тетраборат марганца — неорганическое соединение,
соль марганца и тетраборной кислоты с формулой MnB4O7,
кристаллы,
не растворяется в воде,
образует кристаллогидраты — розовые кристаллы.

## Получение
- Взаимодействие гидроксида марганца и борной кислоты:

{\displaystyle {\mathsf {Mn(OH)_{2}+4H_{3}BO_{3}\ {\xrightarrow {}}\ MnB_{4}O_{7}+7H_{2}O}}}

## Физические свойства
Тетраборат марганца образует кристаллы
ромбической сингонии,
пространственная группа P bca,
параметры ячейки a = 0,862354 нм, b = 1,40071 нм, c = 0,807237 нм, Z = 8
.
Не растворяется в воде и этаноле.
Образует кристаллогидраты состава MnB4O7•n H2O, где n = 8 и 9.
Парамагнетик при комнатной температуре, антиферромагнетик при 3 К.

## Применение
- Сиккатив.
- Пигмент в масляных красках.